# Joca Martins
Joca Martins, nome artístico de João Luiz Nolte Martins (Pelotas, 31 de janeiro de 1968) é um cantor de música nativista brasileiro.
Joca estudou no Colégio Gonzaga de Pelotas, de 1974 a 1981, e no Conjunto Agropecuário Visconde da Graça, de 1982 a 1986, onde formou-se em como técnico em agropecuária. Não concluiu sua graduação em canto na Universidade Federal de Pelotas.  
Joca Martins é considerado um dos maiores nomes da música gaúcha. 
Foi trilhando as estradas do sul do Brasil, desde 1986, entre festivais e apresentações, que conquistou além do carinho do público, diversas premiações.
Entre elas, destacam-se o Troféu Guri do Grupo RBS em 2017; Prêmio Vitor Mateus Teixeira "Teixeirinha" de Melhor Cantor em 2005; o Prêmio Açorianos de Melhor Intérprete em 2012; além de dois Discos de Ouro: pelos álbuns  Cavalo Crioulo e Clássicos da Terra Gaúcha.
Já levou seu canto a Argentina, Uruguay e Paraguay, e em 2018 e 2024 levou seu canto aos Estados Unidos, em Orlando na Flórida, durante o encontro da Federação Americana de Tradicionalismo, em 2018 recebeu, em sua terra natal Pelotas, o título de Cidadão Emérito.
Atualmente Joca Martins na estrada divulgando seu álbum "De Luzeiros e Saudades", lançado em 2024 nas plataformas digitais.
Joca Martins foi citado pelo poeta e payador Jayme Caetano Braun como "um intérprete que possui o indispensável ao cantor crioulo: a autenticidade".
Entre seus grandes êxitos estão as composições: "Domingueiro", “Se houver Cavalo Crioulo”, "Barulho de Campo", dentre outras.
Joca tem dois discos de ouro, Cavalo Crioulo e Clássicos da Terra Gaúcha. Possui quatro  DVDs e vinte e dois CDs lançados.

## Discografia
- 1995 - Xucro Ofício ( 1 CD)
- 1999 - Dos Ancestrais até Aqui ( 2 CD)
- 2000 - Vida Buena ( 3 CD)
- 2001 - 30 Anos de Califórnia na Voz de Joca Martins ( 4 CD)
- 2002 - Por ter Querência na Alma ( 5 CD)
- 2003 - Clássicos da Terra Gaúcha ( 6 CD álbum duplo)
- 2004 - O Cavalo Crioulo ( 7 CD)
- 2005 - Joca Martins canta poemas de Jayme Caetano Braun ( 8 CD)
- 2005 - Grandes Sucessos da Califórnia ( 9 DVD e CD)
- 2006 - Sobre um Homem que vinha num Mouro (10 CD)
- 2007 - Domingueiro (11 CD)
- 2008 - Pampa ( 12 CD)
- 2009 - Cavalo Crioulo 2 (13 CD)
- 2010 - DVD Cavalo Crioulo (DVD)
- 2011 - 25 Anos (14 CD e DVD)
- 2013 - Vida de Tropeiro (15 CD)
- 2015 - Folclore & Cantoria com Juliana Spanevello (16 CD)
- 2016 - Barulho de Campo ( 17 CD)
- 2017 - Joca Martins 30 Anos (18 DVD)
- 2020 - No Meio da Pampa (19 CD)
- 2021 - Clássicos nas Estâncias Vol.1 (20 CD)
- 2022 - Clássicos nas Estâncias Vol.2 (21 EP)
- 2024 - De Luzeiros e Saudades (22 CD)

## Prêmios e indicações

### Prêmio Açorianos
| Ano  | Categoria                     | Indicação    | Resultado |
| ---- | ----------------------------- | ------------ | --------- |
| 2009 | Intérprete de Música Regional | Joca Martins | Indicado  |
| 2011 | Intérprete de Música Regional | Joca Martins | Venceu    |
| 2011 | Disco de Música Regional      | 25 Anos      | Indicado  |
| 2011 | DVD do Ano                    | 25 Anos      | Indicado  |